# Рукия Кучики
Рукия Кучики (яп. 朽木 ルキア Кутики Рукиа) — персонаж аниме и манги «Блич», созданной Тайто Кубо. Рукия — синигами («проводник душ»), боец из загробного мира, патрулирующая земной мир и защищающая людей от злых духов («пустых»). Она состоит в 13-м боевом отряде Готэй 13, и находится под командованием капитана Дзюсиро Укитакэ. После встречи с главным героем «Блич», Ичиго Куросаки, она по ряду обстоятельств вынуждена передать ему часть своей сверхъестественной силы, отчего временно не может сражаться и вынуждена просить Ичиго о помощи в борьбе с пустыми.
Рукия — первая из героев, придуманных автором. Она стабильно занимает высокие строчки в рейтингах персонажей, которые подсчитываются журналом «Shonen Jump», и по результатам опроса, является самым популярным женским персонажем «Блич». Образ Рукии был отмечен положительными рецензиями на сайтах, посвящённых аниме и манге. С ней выпускаются разнообразные товары: брелоки, плюшевые игрушки и статуэтки.

## История создания
Образ Рукии был придуман первым. Как рассказал Тайто Кубо, Рукия носила не кимоно, как сейчас, а обычную школьную форму, которая, впрочем, была чёрного цвета. Первоначально предполагалось, что она будет ходить с косой, а остальные персонажи — с огнестрельным оружием, но вскоре он поменял косу на меч (поначалу это был «ужасный меч с огромным лезвием»), «В тот момент, — объяснил автор, — я решил сделать её проводником душ». Однако она не подходила на роль главного героя, поэтому Кубо придумал Ичиго Куросаки, чьи волосы были поначалу чёрными . Затем автор изменил внешность Ичиго так, чтобы она контрастировала со внешностью Рукии, и цвет волос сменился на ярко-рыжий.
Имя Рукии переводится с японского как «трухлявая древесина». Долгое время было неизвестно, почему Тайто Кубо назвал героиню настолько неблагозвучно. Считалось, причиной тому стало происхождение Рукии — она не является человеком благородных кровей, а родилась и выросла среди городских низов. Как выяснилось, сначала Кубо считал подходящей фамилией Кутиру (яп. 朽ちる досл. «гнить, тлеть»), а затем случайно увидел японскую телепередачу об одном из видов цветка космея, и ему показалось, что в ней упомянули или название цветка на латинском языке, или какое-то другое слово, которое прозвучало, как «Кучики Рукия», Кубо понравился этот вариант. Ему также понравился готовый дизайн дзанпакто (меча) Рукии, поэтому Кубо решил, что сделает его самым красивым в сериале.

## Описание персонажа

### Прошлое
Рукия умерла в младенчестве и вместе со старшей сестрой Хисаной попала в загробный мир — Сообщество душ. Изначально Хисана (яп. 緋真 Хисана) хотела заботиться о Рукии, но вскоре поняла, что маленький ребёнок на руках — это не просто тяжёлое бремя, но и вопрос её собственного выживания, поэтому бросила Рукию в окрестностях города Сэйрэйтэй, столицы Сообщества душ. В отдалённых районах, за стенами Сэйрэйтэй всегда царили нищета и преступность. Часто маленькой Рукии вместе с новоприобретённым другом Рэндзи Абараи приходилось воровать еду, чтобы не умереть с голоду. Однако они выжили, а затем вместе поступили в Академию проводников душ.
Рэндзи допустили в самый сильный класс, Рукия была во втором. С течением времени они стали отдаляться друг от друга, а вскоре Рукия неожиданно была удочерена семьёй Кучики и вошла в ряды аристократии, несмотря на то, что приём выходца из низов в благородное семейство был неслыханным делом. Хисана, шестью годами ранее вышедшая замуж за проводника душ Бякую Кучики, умирая от болезни, попросила Бякую найти её младшую сестру. До последнего момента она ненавидела себя за то, что оставила Рукию, и хотела, чтобы Бякуя позаботился о ней. Тот выполнил обещание, но по просьбе Хисаны сохранил в тайне прошлое Рукии. Чтобы принять простолюдинку в аристократический род, Бякуе пришлось пойти против клана, поэтому впредь он поклялся не нарушать традиций. Рукия ещё не окончила Академию, когда была без экзаменов принята в 13-й отряд проводников душ. Впрочем, она долгое время не занимала там определённого поста (не имела офицерского номера) — Бякуя, сам капитан одного из отрядов, хотел уберечь Рукию от опасности. Он использовал своё влияние, чтобы её не назначили на конкретный пост, хотя с Рукией он обращался очень холодно и демонстрировал полное равнодушие к её судьбе, чувствам и занятиям. Лишь в конце сюжетной арки «Сообщество душ» героиня узнала правду о своём прошлом, после чего отношения с Бякуей стали теплее.
Юная Кучики сильно привязалась к лейтенанту своего отряда Кайэну Сибе и тренировалась под его руководством. Кайэн был первым офицером в Сэйрэйтэй, который не благоговел перед фамилией Кучики, а обращался с ней, как с обычным человеком. Когда его жена (всегда восхищавшая Рукию) погибла в схватке с пустым, он поклялся отомстить, но не смог: пустой по имени Метастазия (яп. メタスタシア Мэтасутасиа) показал свои истинные способности, слившись с Кайэном, фактически, они стали единым существом, которого Рукии пришлось собственноручно убить в целях самозащиты. Хотя данный поступок был продиктован необходимостью, и сам Кайэн, очнувшись перед смертью, благодарил Рукию и просил прощения за случившееся, она долгое время казнила себя. Рукия решила, что трусливо совершила убийство и не попыталась другим путём спасти Кайэна, значит, ценит свою жизнь выше чужой. Рукия вернула тело семье, но долгие годы не могла собраться с духом и объяснить родственникам Сибы, что в действительности произошло.

### Дальнейшие события
Впервые Рукия встречается с Ичиго Куросаки во время очередного задания по поимке пустого. Она защищает от пустого семью Ичиго и его самого, но в процессе отдаёт герою силы проводника душ и оказывается слишком слаба, чтобы вернуться в Сообщество душ. Ожидая восстановления энергии, Рукия какое-то время живёт в шкафу у Ичиго и даже ходит в школу, а тот в это время успешно справляется с работой проводника душ, убивая пустых. Из Сообщества душ присылают капитана Бякую Кучики и лейтенанта Рэндзи Абараи, чтобы расследовать исчезновение Рукии и вернуть её назад. Рукия приговорена к смертной казни за то, что передала силы человеку. Через несколько дней, о чём повествует сюжетная арка «Сообщество душ», Ичиго с друзьями отправляются на спасение, вовремя прибывают на место казни и, отбиваясь от проводников душ, стараются доставить Рукию в безопасное место.
Однако выясняется, что за казнью стоял один из капитанов проводников душ Соскэ Айдзэн, создавший хитроумный план, чтобы достать из тела Рукии могущественный артефакт Хогёку, который выполняет любые желания владельца. Он был создан исследователем Кискэ Урахарой, впоследствии спрятавшем его внутри Рукии: когда она попросила об искусственном теле для того, чтобы жить в реальном мире, Урахара отдал ей новое изобретение. Это тело со временем высасывало силы из духовного тела и превращало проводника душ в обычного человека, поэтому в земном мире силы проводника душ Рукии не восстанавливались, а лишь ослабевали. Айдзэн и его люди забирают артефакт, покидают Сообщество душ, а Рукия так или иначе оказывается спасена от смерти. Она собирается с духом, решается на откровенный разговор с сестрой Кайэна Сибы и получает прощение за невольное убийство. Оказалось, что Кукаку давно знала всю правду. Затем Рукия прощается с Ичиго, отказавшись вернуться в мир людей, и остаётся в Сообществе душ. Она начинает восстанавливать силы проводника душ.
Тем временем, Айдзэн поселяется в мире пустых Уэко Мундо и, используя Хогёку, создаёт армию усовершенствованных пустых — арранкаров, которые спускаются в земной мир и атакуют Ичиго и его друзей. Рукию, которая на этом этапе уже является полноценным бойцом, вместе с группой проводников душ посылают на подмогу. Однако Айдзэн захватывает в плен подругу Ичиго Орихимэ Иноуэ. Рукия, Ичиго, Рэндзи Абараи и другие отправляются в Уэко Мундо, в цитадель Айдзэна — Лас Ночес (сюжетная арка «Уэко Мундо»). Там друзья разделяются, и Рукия внезапно встречает лейтенанта Кайэна. Оказалось, что Метастазия не погиб, более того, он был поглощён арранкаром, который входит в десятку сильнейших армии Айдзэна — Эспаду — под именем Аарониро Арруруэри. Душа лейтенанта по-прежнему остаётся внутри, поэтому Аарониро принимает его форму и может использовать его способности. Рукия убивает арранкара, чтобы освободить Кайэна. Позднее она участвует в сражении проводников душ с армией Айдзэна.
Спустя полтора года со времени победы над Айдзеном и временной потери Ичиго сил проводника душ, Рукия — первая синигами, которого он смог увидеть. Образ персонажа слегка изменён: теперь у неё другая причёска и на левой руке — повязка лейтенанта 13-го отряда. Рукия помогает Ичиго в битве с членами секретной организации Xcution (сюжетная арка «Потерянное удостоверение синигами»). Затем в Сообществе душ появляется новый враг — Ванденрейх. Это уцелевшие представителей рода квинси, издавна враждующие с проводниками душ. «Ванденрейх» во главе с королём Яхве объявляет Сообществу душ войну. Квинси неожиданно нападают на Сэйрэйтэй и так же внезапно уходят. В результате этой атаки Рукия едва не погибает. Прибывший чуть позже Нулевой отряд забирает её вместе с Рэндзи Абараи, Бякуей Кучики и Ичиго Куросаки во Дворец Короля Душ. После восстановления и тренировок она, Рэндзи и Бякуя возвращаются обратно и вступают в новое сражение с квинси. После того, как Яхве со своей свитой проник во Дворец Короля Душ, Рукия вместе с другими синигами отправилась туда. В конце манги становится капитаном 13 отряда и выходит замуж за Рэндзи. Так же у них есть дочь Ичика.

### Внешность и характер
У Рукии короткие чёрные волосы, худощавое телосложение, низкий серьёзный голос. По словам героини, она в 10 раз старше Ичиго, то есть ей около 150 лет. Мишель Рафф, озвучивавшая этого персонажа на английском языке, назвала её «старой душой, заключённой в молодом теле». Рукии доставляет удовольствие превосходить кого-то по силе или знаниям, поэтому в её голосе иногда проскальзывают менторские интонации. Тем не менее, она неопытна во многих областях современной жизни, например, не умеет пить сок через трубочку. Тайто Кубо периодически вставляет юмористические эпизоды, связанные с отсутствующими у героини способностями к рисованию, так как она часто использует собственные картинки в качестве иллюстрации к теме разговора.
Проведя много времени с Ичиго Куросаки, Рукия стала лучше понимать его внутренний мир, в трудную минуту может дать разумный совет, поддержать, помочь преодолеть смятение или сомнения. Ичиго доверяет Рукии и считает её своим настоящим другом, на которого всегда можно положиться. В свою очередь, Рукия, несмотря на первоначальное презрение к обычному «человечишке», тоже проникается большой симпатией и уважением. Она тонко чувствует других людей и даже манипулирует ими, притворяясь милой и скромной девушкой — например, в ситуациях, когда необходимо отвлечь чьё-то внимание. Со временем она сильно меняется (в том числе под влиянием Ичиго) и начинает любить земной мир, а также привязывается к школьным друзьям, особенно к Орихимэ Иноуэ. Фанаты сериала строят предположения о том, планирует ли Тайто Кубо завязать романтические отношения между Ичиго и Рукией. Когда автора спросили об этом в интервью, он не подтвердил, но и не опроверг данную информацию.
Рукия не привыкла полагаться на других, но, передав свои силы Ичиго, вынуждена делать это, что автор использует как в комических, так и в драматических целях. Мишель Рафф говорит, что Рукия «необычайно запутана. Она упрямая, умная, логически мыслящая, умеющая проявить сочувствие, язвительная, великодушная и преданная своей работе».
Чувство вины за случившееся с Кайэном Сибой наложило определённый отпечаток на отношения с Ичиго, который напоминает Кайэна и внешне, и внутренне. После ареста Рукии в конце первого сезона «Блич», когда Ичиго получает серьёзное ранение в попытке остановить Бякую и Рэндзи, Рукия совершенно убеждена, что тот умрёт от ран. Она решает, что стала причиной смерти Ичиго, и лучше бы им никогда не встречаться. Поэтому она теряет волю к жизни и считает смертную казнь справедливым наказанием для себя.

### Боевые навыки
Рукия особенно хороша в магии проводников душ — заклинаниях кидо́ (яп. 鬼道, «искусство демонов», букв. «путь демона»), с помощью которой лечит, атакует или просто удерживает врага. В начале «Блич», когда Рукия остаётся практически без сил, заклинания почти не оказывают эффекта — духовная энергия отдана Ичиго. После возвращения в Сообщество душ и изъятия Хогёку прежние способности полностью восстанавливаются: она может бить несколькими кидо подряд, атаковать без предварительного произнесения заклинания и даже использовать два заклинания одновременно. Рукия отмечает, что её талант в области магии намного превосходит мастерство во владении мечом.
Дзанпакто (духовный меч) Рукии по имени Содэ но Сираюки (яп. 袖白雪, «Рукав белого снега») контролирует снег и лёд, считается одним из самых красивых мечей в Сообществе душ. Частичное высвобождение оружия (сикай) происходит по команде «Танцуй» (яп. 舞え маэ). При высвобождении на конце рукояти появляется длинная белая лента, а сам меч тоже становится полностью белым. Возможности своего дзанпакто Рукия определяет как «танцы»:
- Первый танец, цукисиро (яп. 初の舞・月白 Сомэ но май, цукисиро, «Белая луна») — создаёт круговую область вокруг намеченной цели и промораживает всё как внутри самого круга (на земле), так и в воздухе над ним.

- Следующий танец, хакурэн (яп. 次の舞・白漣 Цуги но май, хакурэн, «Белая рябь») — «выстреливает» огромным количеством снега. На выполнение этого удара требуется время и некоторая подготовка, поэтому враг может увернуться.

- Третий танец, сирафунэ (яп. 参の舞・白刀 Сан но май, сирафунэ, «Белый меч») — если меч сломан, восстанавливает из частиц льда уничтоженную часть лезвия.

Настоящая сила Содэ но Сираюки заключается в способности замораживать тело Рукии, которая, в свою очередь, может заморозить всё, к чему прикоснётся. Рукия может понижать свою температуру вплоть до абсолютного нуля и продолжать сражаться, будучи технически мёртвой (все жизненно важные процессы в организме «заморожены», при ранении кровь не течёт), что опасно для жизни, так как при абсолютном нуле она способна существовать только 4 секунды. В финальной арке манги Рукия освоила полное освобождение меча («банкай»), который носит название Хакка но тогамэ (яп. 白霞罸, «Приговор белого тумана»). При высвобождении от меча поднимается туман, превращающий в лёд всё, чего коснётся. В банкае меняется внешний вид Рукии, волосы становятся белыми. Банкай резко увеличивает радиус замораживающего действия меча. В филлере «Материализация Дзампакто» Содэ но Сираюки выглядит как молодая женщина с белыми волосами и очень светлой кожей в белом кимоно с длинными рукавами и подолом.

## Упоминания в других произведениях
Рукия появляется в первых двух анимационных фильмах Блич (Bleach: Memories of Nobody и Bleach: The DiamondDust Rebellion), и находится в центре сюжета третьего фильма Bleach: Fade to Black, I Call Your Name, в котором Рукию похищают, стирают память, а затем превращают в «Тёмную Рукию». В четвёртом фильме Bleach: Hell Chapter она также присутствует, как и в обоих OVA, оказывая помощь Ичиго в Memories in the Rain и сражаясь с Байсином в The Sealed Sword Frenzy. В рок-мюзикле Rock Musical BLEACH роль Рукии досталась актрисе Мики Сато.
Она есть и в каждой видеоигре, созданной по мотивам «Блич», включая линейку Bleach: Heat the Soul, Jump Ultimate Stars (как боевой персонаж) и Jump Super Stars (как персонаж поддержки). Особенность игры Рукией состоит в том, что по сюжету аниме и манги она продолжительное время находится в человеческом теле, а имя меча и его возможности впервые упоминаются лишь в 23 томе манги. Поэтому в играх, разработанных до 2006 года, основной боевой специализацией становится рукопашный бой или заклинания кидо, как в Bleach Advance и Bleach: The Blade of Fate. В некоторых играх, вышедших позднее, можно играть отдельно за гигай (человеческую форму) и за проводника душ. В Bleach: Blade Battlers и Bleach: Blade Battlers 2 Рукия большую часть времени находится в человеческом теле и может биться только врукопашную или с помощью кидо, а способности проводника душ и дзанпакто являются специальными приёмами, возможность использования которых изредка появляется в процессе схватки.

## Восприятие и отзывы
Согласно опросу в журнале Newtype, проведённому в 2007 году, Рукия находилась в числе наиболее популярных персонажей аниме. Она была названа «Лучшим женским персонажем» на вручении наград Общества продвижения японской анимации (SPJA) в 2009 году. Она стабильно занимает высокие строчки в рейтингах персонажей, которые подсчитываются журналом «Shonen Jump»: по результатам первых двух читательских голосований занимала второе место, потом — третье, согласно последнему опросу, проведённому осенью 2008 года, опять поднялась на вторую строчку и опередила Ичиго Куросаки на 66 голосов. Таким образом, Рукия — самый популярный женский персонаж «Блич». Её меч занял второе место в аналогичном рейтинге популярности.
По мнению рецензента на сайте ActiveAnime.com, внешность Рукии придаёт ей «оттенок андрогинности». Тем не менее, её саркастичный характер сразу привлекает внимание, а чувство юмора ActiveAnime.com называет «злым», но «доставляющим большое удовольствие зрителю». Когда японская звукозаписывающая компания Recochoku проводила опрос, желая узнать, на ком из персонажей аниме люди хотели бы жениться, Рукия стала четвёртой в категории «идеальных невест». В опросе «от какой аниме-героини вы бы хотели получить шоколад?» проведённом в 2010 году той же компанией ко дню святого Валентина, она заняла пятое место. Mania.com считает, что в сериале удачно показаны взаимоотношения героини с другими персонажами. Сайт Anime News Network отмечает непохожесть Рукии на типичных героинь сёнэн-манги:

Слишком часто в аниме наподобие «Блич» девушки становятся либо радостными дурочками, единственная цель которых — морально поддерживать главного героя, либо мегерами, превосходящими мужского персонажа по всем параметрам и наслаждающимися этим. В принципе, Рукия в большей степени попадает во вторую категорию, но после потери сил в первой серии становится беспомощной и зависимой от Ичиго. Реалистичность её характера изумляет.

Похожую точку зрения высказывает автор онлайн-журнала «АниМаг», сообщая, что на первый взгляд Рукия выглядит как «этакая „суровая девушка с катаной“, на страже мира и справедливости», но «помимо этого у неё есть масса других достоинств». Трогательной и красивой называет сцену ареста Рукии обозреватель IGN, а также хвалит динамику персонажа по ходу развития сюжета. Эпизод с арестом был также отмечен рецензентом Mania.com, который счёл этот момент «по-настоящему трогательным». Однако редкое появление персонажа в последних главах манги повлекло за собой критику со стороны Anime News Network: в одном из обзоров недостаток сцен с участием Рукии был назван «раздражающим, учитывая мощный образ, созданный ранее».
Когда автора попросили нарисовать обложку для рождественского номера журнала, изобразив на ней одного из женских персонажей манги, тот сначала подумывал нарисовать Рукию и даже набросал черновой вариант, но позднее изменил решение. По его словам, Рукия лучше выглядит на таких иллюстрациях, где её лицо выражает боль, как в сцене с арестом. Однако после выбора Орихимэ Иноуэ в качестве персонажа для обложки, Тайто Кубо получил несколько писем от фанатов, которые хотели увидеть именно первоначальный вариант с Рукией.